# 大口市
大口市（日语：／ Ōkuchi shi */?）是位于鹿兒島縣北部的市。由於位於內陸的盆地地區，氣溫較低，冬季會出現低於攝氏零度的低溫，因此有鹿兒島的北海道之稱。已於2008年11月1日與菱刈町合并為伊佐市。
過去曾經已林業和金礦而繁榮，但在林業衰退以及金礦停止開採之後，城市發展開始衰退。

## 歷史

### 年表
- 1889年4月1日：實施町村制，現在的轄區在當時分別屬於北伊佐郡大口村、山野村、羽月村、菱刈郡太良村。
- 1891年8月：太良村分設為西太良村和東太良村（現已併入菱刈町）。
- 1897年4月1日：北伊佐郡和菱刈郡合併為伊佐郡。
- 1918年4月1日：大口村改制為大口町。
- 1940年11月10日：山野村改制為山野町。
- 1954年4月1日：大口町、山野町、羽月村、西太良村合併為大口市。[1]
- 2008年11月1日：大口市和菱刈町預定於此日合併為伊佐市。

| 1889年4月1日    | 1889年-1910年              | 1910年-1930年              | 1930年-1950年               | 1950年-1970年              | 1970年-1990年              | 1990年-現在                | 現在                       |
| --------------- | -------------------------- | -------------------------- | --------------------------- | -------------------------- | -------------------------- | -------------------------- | -------------------------- |
| 北伊佐郡 大口村 | 1896年3月29 伊佐郡大口村   | 1918年4月1日 改制為大口町  | 1918年4月1日 改制為大口町   | 1954年4月1日 合併為大口市  | 1954年4月1日 合併為大口市  | 2008年11月1日 合併為伊佐市 | 2008年11月1日 合併為伊佐市 |
| 北伊佐郡 山野村 | 1896年3月29 伊佐郡山野村   | 1896年3月29 伊佐郡山野村   | 1940年11月10日 改制為山野町 | 1954年4月1日 合併為大口市  | 1954年4月1日 合併為大口市  | 2008年11月1日 合併為伊佐市 | 2008年11月1日 合併為伊佐市 |
| 北伊佐郡 羽月村 | 1896年3月29 伊佐郡羽月村   | 1896年3月29 伊佐郡羽月村   | 1896年3月29 伊佐郡羽月村    | 1954年4月1日 合併為大口市  | 1954年4月1日 合併為大口市  | 2008年11月1日 合併為伊佐市 | 2008年11月1日 合併為伊佐市 |
| 菱刈郡 太良村   | 1896年3月29 伊佐郡西太良村 | 1896年3月29 伊佐郡西太良村 | 1896年3月29 伊佐郡西太良村  | 1954年4月1日 合併為大口市  | 1954年4月1日 合併為大口市  | 2008年11月1日 合併為伊佐市 | 2008年11月1日 合併為伊佐市 |
| 菱刈郡 太良村   | 1896年3月29 伊佐郡東太良村 | 1925年2月11日 改名為本城村 | 1925年2月11日 改名為本城村  | 1954年7月15日 合併為菱刈町 | 1954年7月15日 合併為菱刈町 | 2008年11月1日 合併為伊佐市 | 2008年11月1日 合併為伊佐市 |
| 菱刈郡 菱刈村   | 1896年3月29 伊佐郡菱刈村   | 1896年3月29 伊佐郡菱刈村   | 1940年4月29日 改制為菱刈町  | 1954年7月15日 合併為菱刈町 | 1954年7月15日 合併為菱刈町 | 2008年11月1日 合併為伊佐市 | 2008年11月1日 合併為伊佐市 |

## 交通

### 鐵道
現在轄區內無鐵路經過，過去曾有九州旅客鐵道山野線（已於1988年停駛）和國鐵宮之城線（已於1987年停駛）通過。
- 山野線：薩摩布計車站 - 西山野車站 - 山野車站 - 郡山八幡車站 - 薩摩大口車站
- 宮之城線：西太良車站 - 羽月車站 - 薩摩大口車站

## 觀光資源

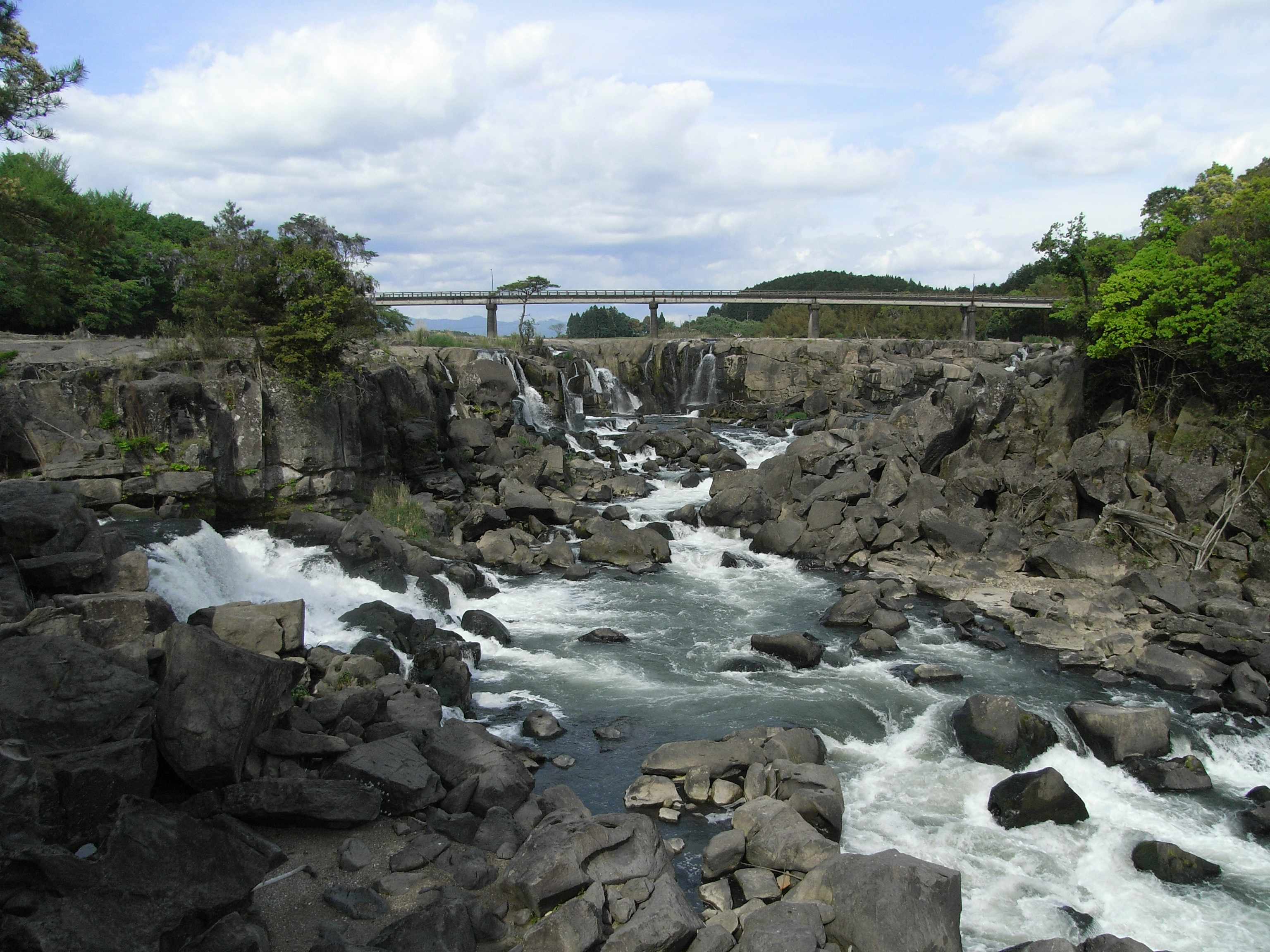
曾木瀑布

- 曾木瀑布
- 郡山八幡神社
- 白木神社
- 祁答院家住宅

## 教育

### 高等學校
- 鹿兒島縣立大口高等學校
- 鹿兒島縣立伊佐農林高等學校
- 大口明光学園中學校、高等學校

## 姊妹市、友好都市

### 日本
- 西之表市（鹿兒島縣）：因在二次大戰期間，大口地區是種子島學童的疏散地區，促成了兩地的交流，兩地於1962年11月10日締結姊妹市。[1]

### 海外
- 南海郡（大韓民國慶尚南道）：於1991年10月16日締結姊妹結緣。

## 本地出身之名人
- 海音寺潮五郎：小説家
- 吉田拓郎：音樂家
- 井上雄彦：漫畫家，代表作品為《灌籃高手》及《浪人劍客》
- 春風亭柳之助：落語家

## 外部連結
- （日語） 大口市商工會 （页面存档备份，存于）
- （日語） 伊佐地區合併協議會